# Asonanca
Asonanca ali samoglasniški stik je ujemanje enega, dveh, redkeje treh samoglasnikov na koncu verzov. Asonanca je vokalna polrima, to je ujemanje vokalov od zadnjega poudarka naprej. Asonanca je pomembna prvina v romanskih jezikih, ki so bogati vokalov. Asonanca zveni mehko in zračno, je eleganten zvočni stik, primeren za liriko in epske pesmi, kakršna je romanca. Značilna je za srednjeveško in poznejšo poezijo v romanskih jezikih. Do najlepšega zvena se je povzpela v španski književnosti: v t. i. španskih romancah asonanca povezuje vsak drugi verz, zato se tak zvočni stik imenuje španska asonanca. Primer španske asonance je pripovedna pesem Turjaška Rozamunda pesnika Franceta Prešerna. 
Vrste asonance: moška (ujema se en samoglasnik na koncu verza), ženska (ujemata se dva samoglasnika) in tekoča (ujemajo se trije samoglasniki)

## Izvor
Asonanca je nastala v Španiji. Izraz asonanca prihaja iz latinskega glagola sonare-zveneti. Predpona a- pa izhaja iz latinskega predloga ad - k, proti, v bližini. Izraz asonanca torej pomeni sozven.

## Primeri
Hrast stoji v turjaškem dvori, ----

vrh vzdiguje svoj v oblake,----

v senci pri kamniti mizi----

zbor sedi gospode žlahtne,----

ker Turjačan spet gostuje ----                         

Rozamundine snubače.---

— France Prešeren: Turjaška Rozamunda

Čez tisoč let, ko naju več ne bo,

bo spet prav tak večer, kot je nocoj.

Na modrem nebu, daljen in svetal,

spet kot nocoj bo Orion sijal.

— Gregor Strniša: Orion